# TV Pericumã
TV Pericumã é uma emissora de televisão brasileira sediada em Pinheiro, cidade do estado do Maranhão. Opera no canal 9 (17 UHF digital), e é afiliada à Record. Pertence ao Sistema Pericumã de Comunicação, grupo que também controla as rádios Clube FM Pinheiro e Pericumã FM.

## História
A TV Pericumã foi inaugurada em 1998, operando através do canal 5 VHF. Era inicialmente afiliada à Rede Globo, em associação com a Rede Mirante. Inicialmente, não contava com programação local.
Em 27 de junho de 2003, a emissora transfere-se do canal 5 para o canal 9, devido à instalação de uma retransmissora da TV Mirante São Luís no canal utilizado desde sua fundação. Com a mudança, deixa a Globo e passa a ser afiliada à Rede Record. No mesmo dia, entra no ar o seu primeiro programa local, o telejornal Pericumã Notícias, apresentado por Angélia Ferro.
Em abril de 2010, a emissora pinheirense fecha uma parceria com a TV Cidade de São Luís. Com isso, a TV Pericumã passa a transmitir programas produzidos pela afiliada da Record na capital maranhense e a ter suas matérias transmitidas em rede estadual.
Em 26 de fevereiro de 2018, devido a problemas financeiros, a TV Pericumã realiza demissão em massa de profissionais. Na ocasião, seis funcionários foram demitidos pela emissora pinheirense.
A partir de 7 de dezembro de 2020, programas da TV Pericumã passam a ser exibidos em emissoras de outras cidades maranhenses. A TV São Bento, afiliada da RedeTV! na cidade homônima, fechou parceria para retransmitir o programa Tribuna Popular. Já a TV Sucesso, afiliada do SBT em Santa Helena, incluiu em sua programação o Pericumã Notícias.

## Sinal digital
| Canal virtual | Canal digital | Resolução de tela | Programação                                   |
| ------------- | ------------- | ----------------- | --------------------------------------------- |
| 9.1           | 17 UHF        | 1080i             | Programação principal da TV Pericumã / Record |

A TV Pericumã ativou seu sinal digital por meio do canal 17 UHF em 30 de julho de 2019, seis anos após receber a outorga.

## Programas
Além de retransmitir a programação nacional da Record e estadual da TV Cidade, a TV Pericumã produz e exibe os seguintes programas:
- Balanço Geral Pinheiro: Jornalístico, com Eluido Nunes;
- Casa da Mãe Joana: Entretenimento, com Pacheco Viul;
- Cidade Reggae Fest: Musical, com "Mister" Wendel;
- Pericumã Notícias: Telejornal, com Eluido Nunes e Riba Diniz;
- Show de Bola: Jornalístico esportivo, com Cid Clay;
- Tribuna Popular: Jornalístico, com Paulo Castro;

Diversos outros programas compuseram a grade da emissora, e foram descontinuados:
- Sinval Souza na TV
- Só Festa na TV